# Nemotelus londtorum
Nemotelus londtorum är en tvåvingeart som beskrevs av Mason 1997. Nemotelus londtorum ingår i släktet Nemotelus och familjen vapenflugor. Inga underarter finns listade i Catalogue of Life.